# 琉球王室祖傳寶劍
琉球王室祖傳寶劍指的是琉球國王第二尚氏王室的三把傳家寶劍，分別是千代金丸、治金丸和北谷菜切。
1995年和1998年，第二尚氏當主尚裕將這三把劍連同其他祖傳物品一起，先後贈送給了沖繩縣那霸市。2002年，這三把寶劍同「琉球王家尚家傳來品」一起被列為重要文化財。2006年更是與其他歷史文書「琉球國王尚家關係資料」一起，被日本政府指定為國寶。

## 三把寶劍

### 千代金丸
千代金丸（ちよがねまる）的正式名稱為「金裝寶劍拵 刀身無銘（号 千代金丸）」，在武士刀中屬於太刀。
全長92.1公分，刀柄有金製兜金，上刻銘文「大世」二字；刀刃長71.3公分，無銘文。初步推測是16世紀時期所打造的。
根據《千代金丸寶刀之由來》的說法，此刀本為北山王攀安知所有。後來北山王國被中山王尚巴志所滅，攀安知大怒，拔刀將守護北山的靈石切為兩半，舉刀自刃。但由於刀吸收了保佑北山王的靈氣，攀安知沒有死，最終投身於重間川（志慶間川）中方才命絕。而這把寶刀則被伊平屋的住人拾得，獻給中山王。
千代金丸的護手處刻著一行文字：。《思草紙》中有「てかね丸（手金丸）」的相關琉歌，其原註稱手金丸別名「（つくしぢゃら）」，意思是「筑紫來的長脇差」。

### 治金丸
治金丸（ちがねまる）的正式名稱為「黑漆脇差拵 刀身無銘（号 治金丸）」，在武士刀中屬於脇差。
全長73.6公分，鞘塗黑漆。刃長53.8公分。初步推測是日本應永年間由信國派刀工打造的。
根據《治金丸寶刀之由來》的說法，此刀是1522年宮古島豪族仲宗根豐見親為了慶祝尚真王平定八重山群島而獻給琉球王府的。尚真王命虞建極（京阿波根親雲上實基）持刀前往日本京都進行打磨。但虞建極歸國後發現寶劍被刀工掉包了。於是虞建極返回京都，經過3年時間成功取回了原劍。

### 北谷菜切
北谷菜切（ちゃたんなきり）的正式名稱是「青貝微塵塗腰刀拵 刀身無銘（号 北谷菜切）」，為一短刀。
全長46.5公分，刃長23公分，鞘為青貝螺鈿，刀柄用鮫皮加工並貼上金板，柄上刻一篆體「天」字，以示是琉球國王的物品。
相傳北谷間切（今中頭郡北谷町）的農婦揮舞著這把刀，未觸及自己的寶寶就把寶寶的頭砍了下來。根據調查得出農婦無罪的結論，衙役使用同樣的方法拿山羊測試，果然將山羊的頭砍了下來。這把刀就是北谷菜切。

## 現代文化
- 在《何時到達那片天空》裡，主人公使用的其中一種武器就是北谷菜切。

- 《刀劍亂舞》中實裝了千代金丸、北谷菜切、治金丸。
- 《天華百劍-斬-》中實裝了千代金丸、北谷菜切、治金丸。

## 腳註
1. ↑  可能與尚泰久王的神號「大世主」有關。
2. ↑  原文作「攀如」，據考證應是末代北山王攀安知。
3. ↑  根據《忠導氏系圖家譜》記載，仲宗根豐見親為了慶賀尚真王於1500年（明朝弘治十三年）平定石垣島的遠彌計赤蜂之亂而向琉球王府獻上此刀。1522年是琉球王府平定與那國島鬼虎之亂的年份。
4. ↑  虞建極是琉球古武術「手」的鼻祖。「手」被認為是現代空手道的雛形。

## 外部連結
- （（独）国立文化財機構／監修）『日本の美術533号 琉球の金工』画像「千代金丸 治金丸 北谷菜切」 （页面存档备份，存于）